# Andrew Talcott
Andrew Talcott (* 20. April 1797 in Glastonbury, Connecticut; † 22. April 1883 in Richmond, Virginia) war ein amerikanischer Vermessungsingenieur, der sich auch mit astro-geodätischen Messmethoden befasste.
Nach ihm und dem Dänen Peder Horrebow (18. Jahrhundert) ist die Horrebow-Talcott-Methode zur präzisen astronomischen Breitenbestimmung benannt, die Talcott 1833 verfeinerte.
Talcott war Captain des U.S.-Corps und verwendete 1834 erstmals ein Zenitteleskop mit Mikrometerokular und mechanischen Kreisteilungen. Das heute gebräuchliche fotografische Zenitteleskop zählt zu den genauesten Instrumenten der astronomischen Ortsbestimmung und für die Überwachung der Polbewegung weiterentwickelt.
| Personendaten    | Personendaten               |
| ---------------- | --------------------------- |
| NAME             | Talcott, Andrew             |
| KURZBESCHREIBUNG | US-amerikanischer Ingenieur |
| GEBURTSDATUM     | 20. April 1797              |
| GEBURTSORT       | Glastonbury, Connecticut    |
| STERBEDATUM      | 22. April 1883              |
| STERBEORT        | Richmond, Virginia          |